# 유성 페인트

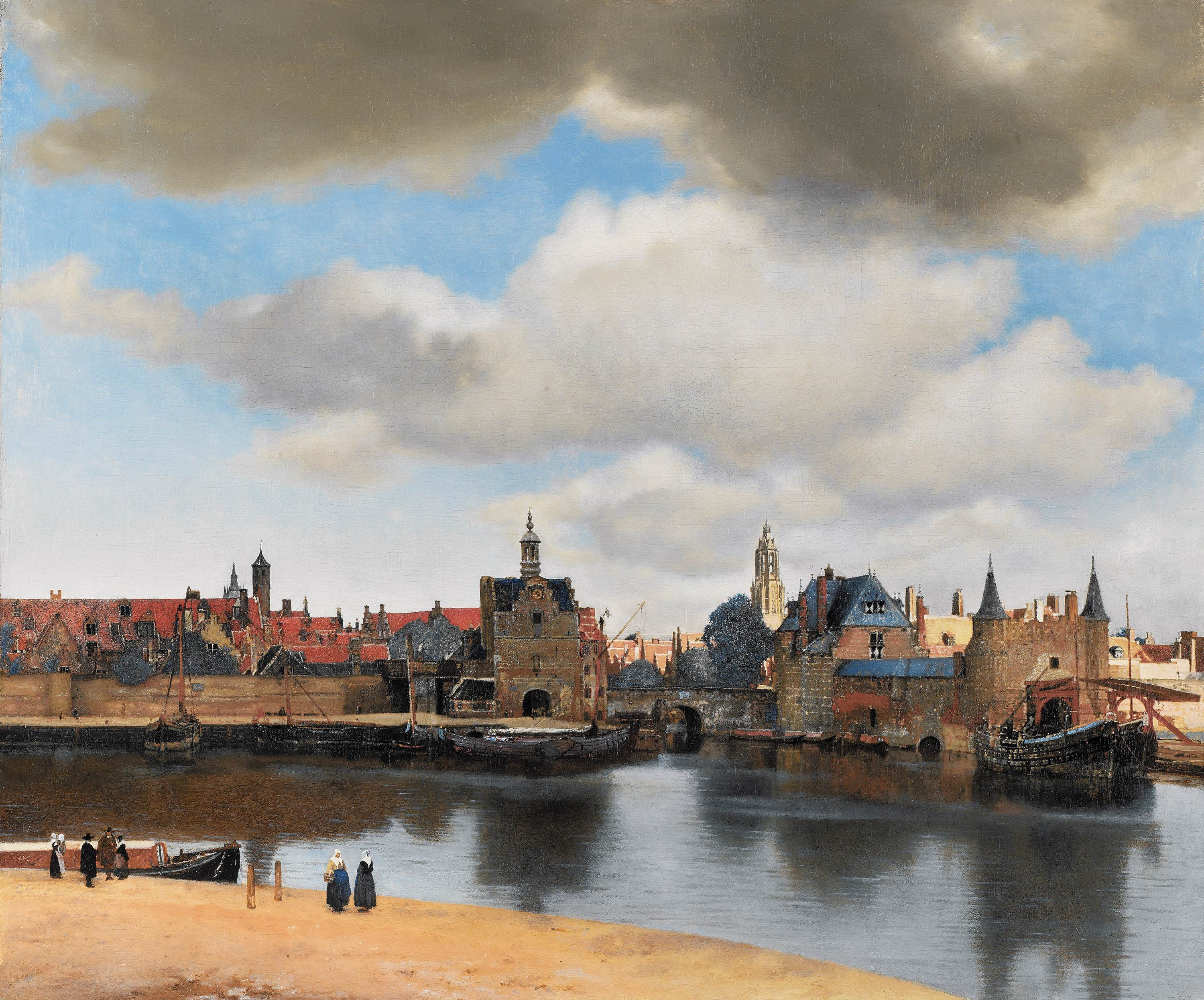
유화 물감으로 그린 View of Delft. 요하네스 페르메이르의 작품.

유성 페인트(oil paint), 유화 물감은 천천히 건조되는 도료의 일종으로, 건성유(보통은 아마인유)의 안료 입자들로 구성된다. 이 페인트의 점성은 테레빈유, 화이트 스피리트 등의 용제를 추가하여 조정할 수 있으며 바니시를 첨가하면 광택을 줄 수 있다. 기름이나 알키드를 추가하면 유화의 점성과 건조 시간을 조정할 수 있다.

## 같이 보기
- 아크릴 물감
- 건성유
- 템페라
- 유화
- 수채화

## 참고 자료
- Mayer, Ralph. The Artist's Handbook of Materials and Techniques Viking Adult; 5th revised and updated edition, 1991. ISBN 0-670-83701-6
- Gottsegen, Mark David. The Painter's Handbook Watson-Guptill; Revised and expanded, 2006 ISBN 978-0-8230-3496-3